# Svobodný stát Prusko
Svobodný stát Prusko (německy Freistaat Preußen) byl německý spolkový stát, který existoval od roku 1918 do roku 1947 (1935) v rámci Výmarské republiky. Svobodný stát Prusko byl nástupcem pruského království. V rámci Výmarské republiky si Prusko stále zachovalo výjimečné postavení až do roku 1933, kdy byla spolkovým zemím zrušena veškerá autonomie.

## Listopadová revoluce a zánik království
V důsledku německé porážky v první světové válce se v listopadu 1918 úplně vyčerpané Německo vzdalo. Následně vypukla v Berlíně takzvaná listopadová či německá revoluce, jež se rozšířila po celém Německém císařství. Jejím důsledkem bylo, že byly zrušeny či padly všechny německé monarchie včetně Německého císařství a samotného pruského království. A právě po převratu z 9. listopadu 1918, v němž se vyznamenali i pruští důstojníci a jenž se stal koncem monarchie, pojal císař Vilém II. v posledním okamžiku v rámci Německa státoprávně nerealizovatelnou, ale z historického hlediska správnou myšlenku vzdát se císařského titulu, nikoliv ale pruské koruny. Nakonec se ale pod tlakem událostí vzdal obou, čímž ukončil pětisetleté panování Hohenzollernů v Braniborsku, třísetleté v Prusku a padesátileté v Německu.

## Republika
A tak se po pádu monarchie roku 1918 Prusko stalo v rámci Výmarské republiky republikou s oficiálním názvem Svobodný stát Prusko (Freistaat Preussen). V důsledku Versailleského míru ztratilo Prusko rozsáhlá území na východě, severu a západě, tj. ve prospěch Belgie, Dánska, Polska, Litvy a Československa.

## Říšská exekuce proti Prusku

Pruská vlajka (1918–1933)

Roku 1932 došlo ke krizi, jež 17. července 1932 vyvrcholila tzv. Altonskou krvavou nedělí. Té využil von Papen a tvrzením, že pruská zemská vláda nedokázala zajistit v zemi pořádek, si zajistil u von Hinderburga vydání nouzového výnosu ze dne 20. července 1932, jímž došlo k sesazení pruské zemské vlády a nastolení říšského komisaře pro Prusko. Tím se stal právě von Papen. Sesazená pruská zemská vláda se následně kvůli porušení ústavy odvolala k Říšskému nejvyššímu soudnímu dvoru v Lipsku. Přestože následný rozsudek zrušil rozhodnutí o sesazení dosavadní pruské vlády, netroufal si však zpochybnit právoplatnost nařízení říšského prezidenta. Ministři sesazené zemské vlády tak sice mohli nadále nominálně stínově úřadovat jakožto řádní státní zastupitelé Pruska, faktická moc v Prusku však zůstávala v rukou říšského komisaře.

## Svobodný stát Prusko za nacistické vlády

Pruská vlajka (1933-1935)

Pruský znak (1933-1935)

Po nástupu Hitlera k moci a následné centralizaci Německa byl Svobodný stát Prusko přeměněn v rámci Třetí říše v pouhou zemi (Land Preussen), zbavenou veškeré autonomie. I nadále zde však až do konce druhé světové války fungovala formální zemská vláda. Na základě zákona „o Velkém Hamburku a dalších územních úpravách“ byl 1. dubna 1937 k Prusku připojeny dosud oldenburské exklávy
Lübeck a Birkenfeld, dosud hamburská exkláva Cuxhaven, jakožto i několik exkláv Meklenburska.
Z toho Lübeck, Utinské knížectví a několik meklenburských exkláv byly začleněny do Šlesvicka-Holštýnska; Birkenfeld do Porýní; Cuxhaven do Hannoverska; dvě meklenburské exklávy do Braniborska. Naopak Wilhelmshaven byl předán Oldenbursku; řada obcí v okolí Hamburku byla připojena k Hamburku; exkláva pruské provincie Pomořan Zetemin byla spolu s několika malými exklávami Braniborska předána Meklenbursku. V souvislosti s výboji Třetí říše pak byly během druhé světové války k Prusku dočasně připojeny velké části Polska (Západní Prusko, Poznaňsko, Gdaňsk, Klajpeda, polská část Slezska, severní část Mazovska, Hlučínsko a jiná území).

## Definitivní zánik pruského státu
Po skončení druhé světové války bylo Prusko Postupimskou dohodou rozděleno (bez území východně od linie Odra-Nisa, která získala Polsko a SSSR) mezi 4 spojenecké okupační zóny a v jejich rámci pak bylo Prusko spojenci, v rámci následné decentralizace poválečného Německa, rozděleno mezi nově vytvořené země. Formálně pak Pruský stát existoval až do 25. února 1947, kdy byl 29 let po svržení pruské monarchie rozhodnutím spojenecké kontrolní komise zrušen.